# 제25회 모스크바 국제 영화제
제25회 모스크바 국제 영화제는 2003년 6월 20일에 열린 시상식이다.

## 수상 및 후보

### 대상
- 엔드 오브 미스테리 - 미겔 에르모소 수상

### 심사위원특별상
- 바닷가 마을 콕테벨 - 보리스 흘레브니코프 외1명 수상

### 여우주연상
- 아수라 - 오타케 시노부 수상

### 남우주연상
- 사막의 춤 - 파라마즈 가리비안 수상

### 감독상
- 지구를 지켜라 - 장준환 수상

### 월드시네마 공로상
- 신도 카네토 수상